# Akane Yanagisawa
Akane Yanagisawa (栁澤明希?, Yanagisawa Akane; 8 ottobre 1998) è una nuotatrice artistica giapponese.

## Palmarès
- Mondiali

Budapest 2022: argento nel team tecnico e nel combined, bronzo nel team libero
Fukuoka 2023: argento nel team libero, bronzo nel combined
Doha 2024: argento nella gara a squadre programma libero

### Coppa del Mondo
- 5 podi:
  - 3 vittorie (3 nella gara a squadre)
  - 2 secondi posti (2 nella gara a squadre)

#### Coppa del mondo - vittorie
| Data          | Luogo       | Paese   | Disciplina   |
| ------------- | ----------- | ------- | ------------ |
| 16 marzo 2023 | Markham     | Canada  | Team tecnico |
| 17 marzo 2023 | Markham     | Canada  | Team libero  |
| 7 maggio 2023 | Montpellier | Francia | Team libero  |